# Рейнхеймер, Джек
Джон Патрик Рейнхеймер (англ. John Patrick Reinheimer, 19 июля 1992, Шарлотт, Северная Каролина) — американский бейсболист, шортстоп команды МЛБ «Техас Рейнджерс».

## Карьера
Рейнхеймер закончил старшую школу Эрдри Келл. На драфте МЛБ 2010 года в 31-м раунде был выбран «Атлантой», но контракт с клубом не подписал, поступив в Восточно-Каролинский университет. В 2013 году был выбран в 5-м раунде драфта клубом «Сиэтл Маринерс». После заключения контракта с командой, Джек начал сезон 2013 года в составе «Эверетт Аква Сокс» в лиге A. В 2014 году он играл за «Клинтон Ламбер Кингс» и «Хай Дезерт Маверикс». В 2015 году Рейнхеймера перевели в состав «Джексон Дженералс».
3 июня 2015 года Рейнхеймер вместе с Домиником Леоне, Велингтоном Кастильо и Габи Герреро был обменян в «Аризону» на Марка Трамбо и Видаля Нуньо. Сезон 2015 года Джек доиграл в «Мобил Бэй Бэрз», а следующий чемпионат провёл в лиге AAA в составе «Рино Эйсиз». В ноябре 2016 года Рейнхеймера включили в расширенный состав «Даймондбэкс».
2 августа 2017 года Джек дебютировал в МЛБ.
В июле 2018 года он был выставлен «Аризоной» на драфт отказов и перешёл в «Нью-Йорк Метс».
2 ноября 2018 года Рейнхеймер был выставлен на драфт отказов и перешёл в «Чикаго Кабс», а 20 ноября после аналогичной процедуры был взят клубом «Техас Рейнджерс».